# María Vanedi
María Vanedi (Neiva, 26 de junio de 1982) es una actriz y cantautora colombiana, reconocida por su carrera musical como solista y por su participación en series de televisión como Allá te espero, La ley del corazón, La gloria de Lucho y El final del paraíso.

## Biografía

### Primeros años y carrera musical
Vanedi nació en la ciudad de Neiva y se radicó en Bogotá a comienzos de la década de 2000 para realizar estudios de diseño industrial. Pronto abandonó su carrera para dedicarse a la música, iniciando como corista para reconocidos artistas como Fonseca, Maía, Naty Botero y Camilo Echeverry. En 2010 publicó su primer álbum como solista, titulado Sala de espera. Tres años después grabó el sencillo "Que te revuelva" con Andrea Echeverri, cantante de la agrupación bogotana Aterciopelados. También en 2013 Vanedi obtuvo el galardón "Revelación del año" en los Premios Rating. En 2016 publicó su segundo álbum en solitario, titulado Paz.

### Carrera como actriz
Vanedi logró reconocimiento en su país al interpretar el papel de María Guadalupe Aguilar en la telenovela Allá te espero. Su desempeño en la serie le valió una nominación a los Premios India Catalina en la categoría de revelación del año en 2014. Ese mismo año recibió una nueva nominación en los Premios TV y Novelas en la categoría de mejor actriz revelación. A partir de entonces ha registrado apariciones en otras series de televisión en su país como La ley del corazón, La gloria de Lucho y El final de paraíso.

## Plano personal
A finales de 2012, Vanedi sufrió una trombosis venosa de seno sagital luego de consumir píldoras anticonceptivas para nivelar un desorden hormonal. Debido a esta condición, tuvo quebrantos de salud de los que se recuperó a mediados del año 2013.

## Filmografía

### Televisión
| Año  | Título                  | Personaje               | Canal              |
| ---- | ----------------------- | ----------------------- | ------------------ |
| 2013 | Allá te espero          | María Guadalupe Aguilar | Canal RCN          |
| 2018 | La ley del corazón      |                         | Canal RCN          |
| 2019 | La gloria de Lucho      |                         | Caracol Televisión |
| 2019 | El final del paraíso    | Tonina                  | Telemundo          |
| 2021 | Consensos minimos       | Ella misma              | Canal Capital      |
| 2021 | Café con aroma de mujer | Olga                    | Canal RCN          |
| 2023 | Pálpito                 | Directora               | Netflix            |

## Discografía
- 2010 - Sala de espera
- 2013 - Que te revuelva (con Andrea Echeverri)
- 2016 - Paz

## Premios y nominaciones

### Premios India Catalina
| Año  | Categoría                                      | Resultado | Ref.  |
| ---- | ---------------------------------------------- | --------- | ----- |
| 2014 | Mejor revelación del año de telenovela o serie | Nominada  | [ 6 ] |

### Premios TV y Novelas
| Año  | Categoría                                       | Resultado | Ref.  |
| ---- | ----------------------------------------------- | --------- | ----- |
| 2014 | Actor o actriz revelación de telenovela o serie | Nominada  | [ 7 ] |